# (1153) Wallenbergia
(1153) Wallenbergia ist ein Asteroid des Hauptgürtels, der am 5. September 1924 vom russischen Astronomen Sergei Iwanowitsch Beljawski am Krim-Observatorium in Simejis entdeckt wurde.
Benannt ist der Asteroid nach dem deutschen Mathematiker Georg James Wallenberg.